# Andrej Raukou
Andrej Alaksiejewicz Raukou (biał. Андрэй Аляксеевіч Раўкоў, ros. Андрей Алексеевич Равков, Andriej Aleksiejewicz Rawkow; ur. 25 czerwca 1967 w obwodzie witebskim) – białoruski wojskowy, polityk i dyplomata, w latach 2014–2020 minister obrony Białorusi, od 2020 roku ambasador Białorusi w Azerbejdżanie.

## Życiorys
Urodził się 25 czerwca 1967 roku w obwodzie witebskim Białoruskiej SRR. W 1988 roku ukończył z wyróżnieniem i złotym medalem Moskiewską Wojskową Wyższą Szkołę Dowódczą, w 1999 roku – z wyróżnieniem i złotym medalem Akademię Wojskową Republiki Białorusi, w 2005 roku z wyróżnieniem Wojskową Akademię Sztabu Generalnego Sił Zbrojnych Federacji Rosyjskiej.
W latach 1988–2020 służył w Siłach Zbrojnych ZSRR i Siłach Zbrojnych Białorusi. Posiada stopień wojskowy generała porucznika. W latach 2014–2020 pełnił funkcję ministra obrony Białorusi. Od stycznia do września 2020 roku był sekretarzem państwowym Rady Bezpieczeństwa Republiki Białorusi. 19 listopada 2020 został ambasadorem Białorusi w Azerbejdżanie. 16 lutego 2021 roku wręczył listy uwierzytelniające.

## Odznaczenia
- Order „Za służbę Ojczyźnie” III klasy[1];
- Medale „Za nienaganną służbę” I, II i III klasy[1].

## Życie prywatne
Andrej Raukou jest żonaty, ma córkę.